# Franco Dani
Franco Dani, nome d'arte di Francesco Budani (Roma, 8 agosto 1946), è un attore e cantante italiano.
È conosciuto per la sua attività di interprete di fotoromanzi della Lancio, svolta prevalentemente negli anni settanta, mentre nel decennio successivo si è cimentato soprattutto nella canzone.

## Biografia
Franco Dani nasce artisticamente come protagonista dei famosi fotoromanzi Lancio, in voga maggiormente negli anni settanta e ottanta, non solo in Italia. Cinematograficamente è presente nella Bibbia e nei film Ancora una volta... a Venezia, regia di Claudio Giorgi (1975), Vento di primavera - Innamorarsi a Monopoli, regia di Franco Salvia (2000).
Nel 1978 incide con la Vedette Record il suo primo disco Aspettami, ed è subito un successo. Nel 1979 con E ti svegli con me e nel 1980 con Amare è, scritta da Carla Vistarini e Luigi Lopez e arrangiata da Dario Baldan Bembo,  comincia ad imporre il suo stile melodico, che gli procura un grande consenso popolare, tanto da portarlo a vincere Un disco per l'estate 1981 con Piccolo amore mio di A. Musso.
Nel 1982 è invitato a partecipare al Festival Internazionale di Seul, in Corea del Sud, dove presenta il singolo Dove vai, che lo rende popolare anche come cantante oltre oceano. Continua ad affermarsi nel 1983 con Mi piaci e Manchi solo tu, partecipando come ospite, fra l'altro, a Festivalbar, Domenica in e Discoring. 
Nel 1987 incide l'album Sincera serenata, nel 1988 Innamorati, nel 1993 Concerto di chitarra, nel 1998 Occhioni belli, nel 2000 Romantici, nel 2003 Abbracciami, nel 2013 La forza dell'amore (prodotto da PDD Ed. Mus.). Dal 2007 partecipa ogni anno a tutte le puntate del programma MilleVoci di Gianni Turco.
A ottobre del 2014 Franco Dani cambia etichetta discografica e sottoscrive un contratto con Music Universe a.c.m./Edit Music Italy: pubblica Fammi toccare il cielo (P. Mirigliano-G.M. Ferilli-L. Mosello) – Ed. Airone Music. Il brano è inserito nella colonna sonora del film I wanna be the testimonial, regia di Dado Martino.
A marzo 2015 interpreta La voce mia (L. Mosello-C. Lancioli-L. Mosello), un duetto con il soprano polacco Dominika Zamara e ritorna a riabbracciare il grande pubblico televisivo. Nel maggio 2015 viene pubblicato il minialbum La mia voce, contenente Fammi toccare il cielo, La voce mia, la rivisitazione del suo cavallo di battaglia Bailando mio amor e un altro inedito dal titolo Per sempre mia (L. Mosello-C. Lancioli-P. Mirigliano); gli arrangiamenti sono di Roberto Russo.
Nel febbraio 2016 viene pubblicato da Edit Music Italy, il singolo Vai a quel paese (C. Lancioli, R. Russo, Gibis), con bonus track Quanto sei sexy (C. Lancioli, R. Russo, Gibis, F. Mosello), che precede l'uscita dell'album E vai!!!  che contiene sia gli ultimi brani di Franco che i suoi brani "sempreverdi". Il 2018 vede la nascita di Non siamo tutti uguali (C. Lancioli, L. Mosello) che affronta delicatamente il tema della violenza sulle donne (Ed. Starpoint International s.r.l.- Label Edit Music Italy-Distr. Music Universe a.c.m.). Il singolo è pubblicato con il brano Prendimi (C. Lancioli, L. Mosello) in qualità di bonus track.
Nel gennaio 2019 è invitato nella trasmissione di Rai 1 "Vieni da me" condotta da Caterina Balivo. Nel gennaio 2020 Franco Dani pubblica Ti amo, je t' aimé, i love you (C. Lancioli, L. Mosello), con il quale si conferma cantante romantico per eccellenza. 
Nel 2021 ha pubblicato l'EP dal titolo Amore sia, con il quale riscuote un notevole successo nei circuiti radio italiani. Il supporto contiene i brani: Amore sia, Abbracciami ancora, Ti amo, je t' aimé, i love you e Non siamo tutti uguali. I brani dell'artista sono distribuiti da Music Universe a.c.m. attraverso il circuito dei digital store. La produzione è affidata a Luigi Mosello.

## Vita privata
Franco Dani è sposato con una francese: dal matrimonio sono nati quattro figli, François (membro dei frati francescani dell'Immacolata), Nicolas (attore di fotoromanzi anche lui), Katherine e Brigitte.

## Discografia

### Album
- 1979 - E ti svegli con me (Vedette - MLP-C7 5561)
- Notte incantata (Fonotil - LP TIL. 6001)
- 1986 - Sincera serenata (Duck Record – G.D.M.C. 011)
- 1987 - Innamorati (Duck Record – GDMC 015)
- 1988 - Romantici (Alpharecord – MC AR 3133)
- 2000 - Abbracciami (Pull Music - PCD 2251)
- 2014 - La forza dell'amore
- 2015 - La mia voce
- 2016 - E vai!!!

### EP
- Amore sia (2021)

### Singoli
- 1970 - Per una donna non ho pianto mai/Per te per te (Grem – GN 2303)
- 1971 - Il vento/La mia anima fredda (Grem – GN 2306)
- 1974 - Cosa dirà/E teneramente (RCA Italiana - TPBO 1054)
- 1978 - Aspettami/Io con te (Vedette - VVN 33307)
- 1979 - E ti svegli con me/Celeste (Vedette - VVN 33316)
- 1980 - Amare è/Rimani (Vedette - VVN 33325)
- 1981 - Piccolo amore mio/Mi basti tu (Vedette - VVN 33326)
- 1981 - Dove vai/Stai con me (Dischi Ricordi – SRL 10952)
- 1983 - Manchi solo tu/Domani sì domani no (Dischi Ricordi – SRL 10981)
- 1983 - Mi piaci/Qui (Dischi Ricordi – SRL 10993)
- 1985 - Bella/Azzurra fantasia (Duck Record – GDNP 020)
- Solo tu
- Bailando mio amor
- Fammi toccare il cielo
- La voce mia (con Dominika Zamara)
- Per sempre mia
- Vai a quel paese
- Quanto sei sexy
- Non siamo tutti uguali
- Prendimi
- Ti amo je t' aime i love you

### Partecipazioni a compilation
- 1970 - Da Venezia.....a Campione (CGD – FGS 5076) con il brano Per una donna non ho pianto mai
- 1979 - Ultimi successi con il brano Aspettami
- 1979 - Hit Parade (John Player Sound – KN 8330) con il brano Aspettami
- 1981 - Hit Parade 25 (King) con il brano Piccolo amore mio
- 1981 - Disco estate '81 1 (King) con il brano Piccolo amore mio
- 1982 - Festivalbar '82 (CGD – COM 21211) con il brano Dove vai
- 1982 - Saluti dall'Italia (Metronome – 0060.543) con il brano Dove vai
- 1982 - Yann Hegann – Top FM, pubblicato in Francia, (Milan – A 120 183) con il brano Dove vai
- 1982 - Rik '82 (Dischi Ricordi – RIK 76291) con il brano Dove vai
- 1982 - Les succès de l'été Summer Hits, pubblicato in Francia, (Milan – A 120 168) con il brano Dove vai
- 1983 - Dai nostri migliori cantanti….CIAO! (Mantra – MAN LEL 83011) con il brano Aspettami
- 1985 - Azzurro mare - 14 new hits da sballo (Duck Record – GDKP 008) con il brano Bella
- 1989 - Mareando (Fonotil – TILM 6002) con il brano Notte incantata
- xxxx - Superestate (Dischi Ricordi – RIK 76280) con il brano Piccolo amore mio

## Partecipazioni a trasmissioni musicali
- Festivalbar 1982 – Dove vai
- Azzurro 1982 – Aspettami
- MilleVoci (2007-2019)
- Canale Italia
- Vieni da me (Rai 1, 2019)[2]

## Filmografia
- Ancora una volta... a Venezia, regia di Claudio Giorgi (1975)
- Vento di primavera - Innamorarsi a Monopoli, regia di Franco Salvia (2000)